# Организация за съдействие на отбраната
Организацията за съдействие на отбраната (ОСО) е организация за военно-приложни спортове в НРБ, съществувала под различни имена в периодите 1947 – 1968 г. и 1977 – 1992 г.
ОСО повишава отбранителната способност на страната, като извършва подготовка на наборници и специалисти за нуждите на Въоръжените сили в страната и осъществява методическо ръководство на военнотехническата подготовка извън системата на Българската армия. За целта ОСО създава, развива и поддържа клубове по военно-приложен спорт (спортна стрелба, парашутизъм, спортно ориентиране и др.), кръжоци по военно-приложни технически дисциплини: свързочници за  Свързочни войски, радиоориентиране, ракетомоделизъм, корабомоделизъм и др.) тренировъчни бази и лагери.

## История на ОСО
Основите на ОСО са положени през 1947 година, когато е създанен Народният съюз за спорт и техника. НССТ се формира чрез сливане на Народния съюз за въздушен спорт (1944 – 1947), Народния морски съюз (1920 – 1947) и Българския съюз „Народен конен спорт“ (1945 – 1947), и организиране на нови дейности, като клубове по радиотелеграфия, и други.
През 1951 година, по решение на Централния комитет на БКП, НССТ се слива със Съюза на борците против фашизма и капитализма в Доброволна организация за съдействие на отбраната. Устройството на ДОСО следва административното деление на НРБ – създадени са окръжни, околийски (до 1959 г.), градски и общински комитети на ДОСО. Нейни клубове се изграждат в предприятия, ТКЗС, учебни заведения и други. Ръководен орган на ДОСО е Централен комитет, който избира из своя състав Изпълнителен комитет. Организацията разполага със свой апарат, в който влизат бивши военни, бивши партизани и други. ДОСО организира практическо обучение по редица дейности, имащи пряко или косвено отношение към военната подготовка – клубове по авто-мото дело, радиодело, авио-, морски и стрелкови клубове. Тя развива спортна дейност по автомоделизъм, безмоторно делтапланерно летене, ветроходство, парашутизъм, спортна стрелба, подводен спорт, моторно летене, мотоциклетизъм, морски моделизъм, радиоспортове и други.
През януари 1968 г. ДОСО е разпусната, а дейността ѝ се поема от Комсомола.
През 1977 г. е създадена Организацията за военно-техническа подготовка на населението. През 1982 г. ОВТПН е преименувана на Организация за съдействие на отбраната. ОСО е подчинена на Министерския съвет. Неин ръководен орган е Централният съвет на ОСО, който се подпомага административно от Бюрото на Централния съвет. Към ЦС на ОСО като помощни органи са изградени федерации по различни видове спорт – спортна стрелба, биатлон, парашутизъм, делтапланеризъм, водни ски, мотокрос, радиолюбители и други.
ОСО е разформирована с Постановление № 72 на Министерския съвет от 30 април 1992 година.

## Издателска дейност

### Периодични издания
В различни периоди от своето съществуване ОСО издава списание „Патриот“, вестник „Авто-мотосвят“, списание „Радио“ (по-късно – „Радио и телевизия“ и „Радио, телевизия и електроника“), списание „Авиация и космонавтика“ (1959 – 1961 г. – сп. Родни криле") и други.

### Непериодични издания
- Г. Богданов. Управление и обслужване на автомобила. Изд. на Доброволната организация за съдействие на отбраната, София, 1955 г., 176 с;
- Инж. Ив. Димитров, Ангел Павлов, Борис Табаков. Допълнително ръководство за любителя – шофьор. Товарни автомобили. Изд. на Доброволната организация за съдействие на отбраната, 1952 г., 123 с, 20/15 см;
- Ф. Езерски. Пътно-мостово дело. Изд. на Доброволната организация за съдействие на отбраната, София, 1955 г.;
- П. Елщайн. Витла за летящи модели. Изд. на Доброволната организация за съдействие на отбраната, София, 1955 г., 56 с, 14/20 см
- Учебно помагало за водач на плавателен съд до 10 бруто регистър тона. Изд. на ЦС на ОСО. Печат: Военно издателство, 1989 г., тв. корици, 436 стр., 24,5/17 см
- и други.